# Буджан Сэнан
Буджан Сэнан (малайск. Bujang Senang — «счастливый холостяк») — гребнистый крокодил-людоед, с 1941 по 1992 года терроризировавший реку Лупар в штате Саравак, о. Калимантан, Малайзия. Жертвой людоеда стало не менее 13 человек. Иногда его называли Whiteback (с англ. — «белая спина») или Great White-Backed Crocodile (с англ. — «огромный крокодил с белой спиной»).

## Легенда
Местная легенда гласит, что Буджан Сэнан некогда был смелым воином по имени Сималунгун, который никогда и никем не был побеждён в честном бою. Однако, жена предала его врагам, которые устроили засаду и убили его. Дух воина стал огромным крокодилом, который отныне начал преследовать людей на реке Лупар.

## Жертвы
Случай, ставший причиной наибольшего внимания и заполнивший заголовки всех малайских новостей, произошёл 26 июня 1982 года. Банган анак Пали и его брат Кебир ловили рыбу и собирали креветок. Банган анак Пали в этот день был назначенным вождём племени, 26-е число началось для него как счастливый день. Улов был беден, но, не желая возвращаться с пустыми руками Банган выбрался из лодки и пошёл вброд по воде, чтобы приблизиться к месту скопления креветок. В этот момент раздался громоподобный звук, и река буквально взорвалась. Останки Бангана были найдены спустя пять дней. Его смерть вызвала возмущение, поскольку он был очень известным человеком. Его предки вместе с Белым раджой Чарльзом Бруком очистили территорию Малайзии от охотников за головами в 1850-х и 1860-х годах. В газетах было опубликовано сообщение, озаглавленное как «Ужасный Бужанг Сэнан», и так начались десять лет настоящего террора. Убийца избегал любого рода кар. Крокодил с белыми отметинами на спине набирал популярность и приобретал легендарный статус.
Но потом люди стали успокаиваться. Буджан Сэнан, казалось, исчез, и жизнь начала постепенно возвращаться в нормальное русло. Однако, 27 сентября 1984 года, неподалеку от места предыдущей атаки, 51-летний Бадонг анак Апонг занимался сбором креветок. Огромный крокодил протаранил его лодку, выбросив его в воду. Бадонг был схвачен, и крокодил встряхнул его как тряпичную куклу. Объятые ужасом свидетели успели привести охотников с винтовками из местного племени, которые настигли убийцу на месте преступления и выстрелили в него с расстояния всего лишь в три 3 метра. Несмотря на то, что пули поразили крокодила, казалось, что они не причинили ему никакого вреда, и он погрузился под воду со своей жертвой. По оценкам охотников, крокодил должен был быть около 7,6 м в длину. Они подметили отличительную белую спину крокодила.
Вскоре после этого местный фермер Бах Джукин бин Тапалин предложил награду в 300000 рупий для того, кто сможет убить Белоспинного крокодила, но крокодил снова исчез.
Пять лет спустя, 29 февраля 1989 года, он снова нанес свой удар. 57-летний фермер Берайн анак Тунггинг чинил свою лодку на мелководье. Буджан Сэнан поднялся из реки и схватил его поперек талии. Единственный свидетель, Панди анак Лиа, был всего лишь в девяти метрах от него. Он услышал крик жертвы, прежде чем Буджан Сэнан утащил Берайна под воду.
Некоторые люди утверждали, что белоспинный крокодил никуда не уходил и убивал по крайней мере тридцать лет. Туах анак Тунчун — 70-летний мужчина сказал, что крокодил с такой же отличительной маркировкой убил его брата по имени Инч анак Тунчун в 1962 году. Другие говорили, что первой жертвой Белой Спины была женщина, убитая в 1960 году. Но никто не мог вспомнить её имени. Другой человек, Линданг, также был убит крокодилом с белой спиной. По сообщениям с 1941 года двадцать восемь человек были убиты крокодилами вдоль реки Лупар. Считается, что большинство из них стали жертвами одной рептилии. По официальным данным, жертвой Буджана Сэнана стало 13 или 14 человек.
Последнее нападение произошло 21 мая 1992 года. 30-летняя Даянг анак Баянг и её пожилые родители возвращались на свои фермы. Они обычно переходили вброд небольшой приток, но сейчас был прилив, и водная преграда была довольно глубокой. Родители решили дождаться отлива, но Даянг была нетерпеливой и решила перейти вброд. Она передумала, когда увидела что вода дошла до её груди и выше, но было уже слишком поздно. Крокодил рванулся из воды и схватил её. Мать Даянг била крокодила веткой дерева, но это было бесполезной затеей. Её отец звал на помощь, и несколько фермеров прибежали к месту происшествия. Один из них смог выстрелить и попасть в крокодила три раза, но безрезультатно.

## Борьба
Власти предпринимали многочисленные попытки захвата крокодила-людоеда на протяжении всего периода его деятельности, собирая команды военных снайперов и профессиональных охотников на крокодилов. Один из охотников утверждал, что гарпунил крокодила с белой спиной, но гигантская рептилия отбуксировала его лодку против течения и тем самым вытащила из своего тела гарпун. Шестидюймовый крючок с наживкой в виде мертвой обезьяны также сработал и крокодил взял приманку, но съев обезьяну он оставил стальной крючок полностью выпрямленным. В другом случае даже граната была спрятана в мертвую утку, но Буджан Сэнан не получил от её взрыва существенного вреда. В другом столкновении две гранаты были брошены в крокодила, но он также остался невредимым.

### Смерть
Брат убитой крокодилом Даянг анак Баянг, Эни анак Баянг, рыбачил ниже по реке, когда ему сообщили о нападении. Он схватил дробовик и быстро оказался на месте. Он увидел крокодила и выстрелил в него дважды, но не причинил ему значительного вреда.
К полудню вооружённый отряд из двадцати пяти человек был в погоне за крокодилом с белой спиной. Они подозревали, что он унес тело своей жертвы в глубокий участок у берега реки и спрятал его среди мусора. Они разбились на две группы. Первая продолжала искать, в то время как вторая возводила забор из дерева и бамбука в нижней части реки. Эни анак Баянг нашёл тело Даянг среди мусора в 12:15. В 12:30 крокодил вернулся, чтобы съесть её. Эни сделал меткий выстрел в голову крокодила в упор, попав ему в глаз. Молотя головой, крокодил скрылся под водой. Внезапно прибежал ещё один человек и метнул копьё, которое застряло в спине людоеда. Так как прилив начал спадать, жители деревни смогли последовать за убийцей, ориентируясь по торчащему из спины крокодила над водой копью. Они засыпали его большим количеством выстрелов. Буджан Сэнан дошёл до возведённого забора и с легкостью разбил его. Однако дальнейший водный путь был перегорожен большим деревом, упавшим через реку и застрявшим в грязи. Один мужчина побежал вперед и несколько раз выстрелил в голову и шею крокодила, заставляя его развернуться и поплыть назад. В крокодила летели копья, но они отскакивали от его тела. Буджан Сэнан пришёл в ярость и выскочил из воды, ревя и разевая пасть, Эни и двое его друзей подняли свои винтовки и начали стрелять одновременно в голову крокодилу. Безумствуя, Буджан Сэнан кусал плавающую древесину и другой подворачивающийся под его челюсти мусор. Наконец, после долгой борьбы он погрузил свои зубы в ствол дерева и затих. Карьера Белоспинного крокодила как людоеда отныне завершилась.
Потребовалось четыре часа, чтобы вытащить его на берег. Выяснилось, что длина завышалась свидетелями. Он был 5,88 м в длину, имел обхват тела в 2,12 м и весил около тонны. Он был большим крокодилом, но не рекордсменом. Чешуя на его спине была действительно очень бледной. В ходе борьбы в тело Буджана Сэнана попало не менее 40 пуль, из которых 22 застряли в массивном черепе. Используемые крупнокалиберные патроны имели длину около 10 см и были снабжены стальными гвоздеподобными наконечниками.
Но легенды умирают с трудом. Многие местные говорили, что белоспинный крокодил — это не настоящий Буджан Сэнан. Один человек утверждал, что видел огромного чёрного крокодила 10,7 м длиной, вышедшего из реки вскоре после того как Берайн анак Тунггинг был убит в 1989 году. Другой человек сказал, что он видел такое же существо, когда была убита Даянг. Многие боялись, что чёрный гигант начнёт убивать в отместку за меньшего брата. Но после этого нападения прекратились, и анонимный человек написал в администрацию, заявив всему Сараваку: «Буджан Сэнан не был убит пулей. Только Бог мог определить его смерть». В настоящее время череп Белой Спины демонстрируется на выставке в Саравакском государственной музее.